# Nachy Acevedo
Ignacia Lucía Acevedo de Paz (Caracas, Venezuela; 26 de mayo de 1954), más conocida como Nachy Acevedo, es una cantante, animadora, locutora y maestra venezolana.

## Biografía

### Inicios
Desde muy pequeña Ignacia Lucía Acevedo, más conocida como Nachy Acevedo canta y toca guitarra. Inició sus estudios de canto en la Academia de Eduardo Lanz, destacado barítono venezolano. Más adelante conoció a Renny Ottolina y se convirtió rápidamente en una de las figuras del programa estelar “Renny Presenta”. También tuvo el honor de trabajar con Amador Bendayán, en Sábado Sensacional.
Estudió durante 10 años en el Conservatorio Nacional de Música “Juan José Landaeta”, siendo pupila de Fedora Alemán. Estudió guitarra con el maestro Antonio Lauro, piano con la profesora Alba Rosa Valera y se graduó de Locutora (N° 6.370) en el Ministerio de Transporte y Comunicaciones.
Nachy se dedicó a realizar gran cantidad de conciertos y recitales, acompañada únicamente por su guitarra o por orquestas.Se ha destacado como cantautora, teniendo un estilo popular y cultural con matices venezolanos e internacionales. De sus canciones más conocidas tenemos: No me quiero enamorar, Buscando alegría, tuvo un programa mensual “Vivencias históricas”, en VTV canal 5 que rescató las tradiciones culturales, leyendas, historias, música y personajes de Venezuela que posteriormente se convirtió en “Nachy presenta” Tvn 5 el cual fue premiado con el Meztli de Plata de México, como mejor programa cultural del año en 1981. Este programa tenía como soundtrack su gran éxito Quiero ser yestuvo al aire durante 14 años ininterrumpidos.
La cantautora y locutora incursionó en la radio con “Al Estilo de Nachy”. Una revista musical que estuvo al aire desde 1990 hasta 2004 a través de la emisora Radio Uno y trasmitía todos los domingos de 6 a 7 de la noche. En los años 2004 al 2006 dictó un taller en el Celarg conocido como “Taller de Canto profesional”. Su voz ha sido ícono de varias cuñas publicitarias de radio y televisión trabajando con Carlos Morian.    
En 2005 funda la escuela de música Cantar es Fácil, en la que la artista, junto a su equipo de excelentes profesionales, ha venido formando a cientos de alumnos que ahora se dedican a la música y a la locución en diferentes medios de comunicación.
  En el año 2006 tiene los proyectos “Nachy Acevedo Banda Show” C.A. formada para amenizar grandes eventos y “Fundación para el artista Nachy Acevedo” su principal objetivo: promover mediante becas de estudio la capacitación musical del talento joven, financiar producciones independientes, grabaciones discográficas, obras de teatro, cine y espectáculos; además de otorgar los recursos necesarios para sus  instrumentos y equipos. Del 2006 al 2008 además de trabajar en su empresa “Cantar es fácil.com”, trabajó en CANTV como profesora de canto profesional.
    En el año 2010 hasta el 2017 se dedicó exclusivamente a su academia Cantar es Fácil.com, en donde hace trabajo de dirección musical, profesora de canto avanzado y productora; para la conformación de la academia desarrolló su propio sistema de enseñanza “el método Nachy Acevedo”, en el cual se aglutinan los tres pilares fundamentales de la técnica vocal: respiración, vocalización y evaluación.
    Ha sido jurado del Concurso de canto “Buscando un ídolo” en todas sus ediciones, del “Diamond Festival” en el año 2017 y este año repite como jurado en el “Festival Lira”, ha tenido bajo su tutela varios artistas ganadores de diversos festivales de canto a nivel nacional.
    En el 2018 vuelve a la palestra como directora musical de la película “Primavera en Petare” dirigida por Mateo Manaure A. y en el 2019 fue directora musical de la película“Milagro de Navidad en Petare”, del mismo director.
Exdirectora Musical de la academia Cantar es fácil. Desde el 2020 fundo la académica de canto “Nachy Acevedo” donde actualmente es directora. Y su propio estudio de grabación donde funge como productora musical.

## Discografía
A continuación se presentan toda la discografía lo más exhaustiva posible de Nachy Acevedo. Algunas de estas grabaciones fueron digitalizadas a partir de las cintas maestras originales y otras están fuera de catálogo, ya que pueden no representar interés comercial o bien por desaparición de algunas empresas grabadoras.
| Sello Discográfico       | Año  | Título                    | Discográfica                                   |
| Disco Moda               | 1976 | No me quiero enamorar     | En disco 45: - Buscando Alegría - Gracias Amor |
| Disco Moda               | 1976 | Voy                       | En disco 45: - Buscando Alegría - Gracias Amor |
| Disco Moda               | 1976 | Donde ira mi poema        | En disco 45: - Buscando Alegría - Gracias Amor |
| Disco Moda               | 1976 | Cuando te sientas solo    | En disco 45: - Buscando Alegría - Gracias Amor |
| Disco Moda               | 1976 | Callejero                 | En disco 45: - Buscando Alegría - Gracias Amor |
| Disco Moda               | 1976 | Tal vez                   | En disco 45: - Buscando Alegría - Gracias Amor |
| Disco Moda               | 1976 | Un día el amor se va      | En disco 45: - Buscando Alegría - Gracias Amor |
| R.C.A.                   | 1977 | Era Mi Corazón            | Poemas y Rimas                                 |
| R.C.A.                   | 1977 | En Mi Cielo al Crepúsculo | Poemas y Rimas                                 |
| R.C.A.                   | 1977 | Canción De Lavar Pañuelos | Poemas y Rimas                                 |
| R.C.A.                   | 1977 | La Flor de Apamate        | Poemas y Rimas                                 |
| R.C.A.                   | 1977 | Para Mi Corazón           | Poemas y Rimas                                 |
| R.C.A.                   | 1977 | Poema 15                  | Poemas y Rimas                                 |
| R.C.A.                   | 1977 | Rima                      | Poemas y Rimas                                 |
| R.C.A.                   | 1977 | Rima 28                   | Poemas y Rimas                                 |
| R.C.A.                   | 1977 | Rima Hice Mis Versos      | Poemas y Rimas                                 |
| R.C.A.                   | 1977 | Tu Pupila Azul            | Poemas y Rimas                                 |
| Disco Moda               | 1975 | A Mi Pueblo Americano     | Nachy Acevedo en Concierto                     |
| Disco Moda               | 1975 | Canto a La Verdad         | Nachy Acevedo en Concierto                     |
| Disco Moda               | 1975 | Sembrando la Tierra Juan  | Nachy Acevedo en Concierto                     |
| Disco Moda               | 1975 | En Mi Cielo al Crepúsculo | Nachy Acevedo en Concierto                     |
| Disco Moda               | 1975 | A Mi hermana Mayor        | Nachy Acevedo en Concierto                     |
| Disco Moda               | 1975 | Canción a La Juventud     | Nachy Acevedo en Concierto                     |
| Disco Moda               | 1975 | Himno a las Almas         | Nachy Acevedo en Concierto                     |
| Disco Moda               | 1975 | Luchemos Por La Paz       | Nachy Acevedo en Concierto                     |
| Disco Moda               | 1975 | Sueños de Adolescente     | Nachy Acevedo en Concierto                     |
| Disco Moda               | 1975 | La Carta                  | Nachy Acevedo en Concierto                     |
| Disco Moda               | 1975 | Oración al Señor          | Nachy Acevedo en Concierto                     |
| Disco Moda               | 1975 | Voy                       | Nachy Acevedo en Concierto                     |
| C.B.S.                   | 1982 | Allá                      | Nachy Acevedo a Conny Méndez                   |
| C.B.S.                   | 1982 | Chucho y Seferina         | Nachy Acevedo a Conny Méndez                   |
| C.B.S.                   | 1982 | Fruto Mestizo             | Nachy Acevedo a Conny Méndez                   |
| C.B.S.                   | 1982 | La Negrita Marisol        | Nachy Acevedo a Conny Méndez                   |
| C.B.S.                   | 1982 | Luna de Burbusay          | Nachy Acevedo a Conny Méndez                   |
| C.B.S.                   | 1982 | Macumba Brava             | Nachy Acevedo a Conny Méndez                   |
| C.B.S.                   | 1982 | Mi Alma y Yo              | Nachy Acevedo a Conny Méndez                   |
| C.B.S.                   | 1982 | Mi Llano                  | Nachy Acevedo a Conny Méndez                   |
| C.B.S.                   | 1982 | Mi Ranchito               | Nachy Acevedo a Conny Méndez                   |
| C.B.S.                   | 1982 | Venezuela Habla Cantando  | Nachy Acevedo a Conny Méndez                   |
| C.B.S.                   | 1982 | Yo Soy Venezolana         | Nachy Acevedo a Conny Méndez                   |
| MANOCA                   | 1992 | Amigos                    | Quiero Ser                                     |
| MANOCA                   | 1992 | Labios Dulces             | Quiero Ser                                     |
| MANOCA                   | 1992 | Solo Sé                   | Quiero Ser                                     |
| MANOCA                   | 1992 | Déjame                    | Quiero Ser                                     |
| MANOCA                   | 1992 | Tomamos Unas Copas        | Quiero Ser                                     |
| MANOCA                   | 1992 | Gorrión                   | Quiero Ser                                     |
| MANOCA                   | 1992 | Llévame Hasta El Cielo    | Quiero Ser                                     |
|                          | 1986 | Plegaria a Nuestra Señora | Nachy Acevedo le Canta a su Virgen             |
| Ay Mi negra Juana        | 1986 |                           | Nachy Acevedo le Canta a su Virgen             |
| Yo Solo Sé               | 1986 |                           | Nachy Acevedo le Canta a su Virgen             |
| Ha Nacido Un Niño        | 1986 |                           | Nachy Acevedo le Canta a su Virgen             |
| En Mi Vientre Palpita    | 1986 |                           | Nachy Acevedo le Canta a su Virgen             |
| Macumba Brava            | 1986 |                           | Nachy Acevedo le Canta a su Virgen             |
| Canta Mi Muchachita      | 1986 |                           | Nachy Acevedo le Canta a su Virgen             |
| Mensaje de Amor          | 1986 |                           | Nachy Acevedo le Canta a su Virgen             |
| Mariposa De Mil Colores  | 1986 |                           | Nachy Acevedo le Canta a su Virgen             |
| Tierruca                 | 1986 |                           | Nachy Acevedo le Canta a su Virgen             |
| Llano Adentro            | 1986 |                           | Nachy Acevedo le Canta a su Virgen             |
| Navidad Para Todos       | 1986 |                           | Nachy Acevedo le Canta a su Virgen             |
|                          | 2012 | Mi Barquito               | Por Siempre Nachy                              |
| Tomamos Unas Copas       | 2012 |                           | Por Siempre Nachy                              |
| Guantanamera             | 2012 |                           | Por Siempre Nachy                              |
| Venezuela Habla Cantando | 2012 |                           | Por Siempre Nachy                              |
| Cae La Lluvia            | 2012 |                           | Por Siempre Nachy                              |
| Yerberito                | 2012 |                           | Por Siempre Nachy                              |
| Tal Vez                  | 2012 |                           | Por Siempre Nachy                              |
| Yo Le Pongo Sazón        | 2012 |                           | Por Siempre Nachy                              |
| Arrullo de Dios          | 2012 |                           | Por Siempre Nachy                              |
| Santa Bárbara            | 2012 |                           | Por Siempre Nachy                              |
| Canto de Pilón           | 2012 |                           | Por Siempre Nachy                              |

## Premios, reconocimientos y galardones
- Condecoración “ORDEN DIEGO DE LOZADA “en su segunda clase.
- Premio Guayana de Oro, Galardón.
- Premio Escenario Juvenil, Revelación del año, 1972.
- Voz de Oro Novel, 1973.
- Revelación “la voz de oro”, FUNFETUR, 1973.
- Premio “Escenario Juvenil” 1973. Disco más popular del año.
- Premio “Escenario Juvenil” 1973. Revelación del año.
- Voz de Oro. Primera finalista 1974.
- Mundo Artístico del Diario Panorama, Maracaibo.
- Reconocimiento, JUVENAC, 1976.
- Florentino de Oro, 1976. 3er Lugar.
- Radio Nacional, 1977.
- Reconocimiento, Banco Nacional de Descuento, 1978.
- Metzli de Plata, México. 1981. Por su programa de televisión.
- Reconocimiento, ALIPANE, 1981.
- FUNTRADEP, Espiga de Plata por su destacado trabajo artístico, 1985.
- Asociación Empresarial Venezolana, “Honor al mérito” “Botón de oro”, premio al Prestigio Nacional, 1986.
- Premio Nacional a la Excelencia por su programa “Al estilo de Nachy” TVN,  Fundación Tamanaco, 1988.
- Gran Sol de Oriente, 1990.
- Reconocimiento de sus alumnos, 2012.
- Universidad Central de Venezuela, Algo más que Boleros Homenaje a Nachy Acevedo por su destacada trayectoria artística, 2014.
- ALF Supreme Venezuela, Reconocimiento a Cantar es Fácil, 2014.
- Premios Yara, Academia de Canto del Año, 2016.
- Ícaro Internacional, Academia de canto destacada del año, 2017.
- Asociación Nacional de Profesionales de la Locución, reconocimiento a Cantar es fácil, 2017.
- Premios Santa Cecilia, Cantar es Fácil, Academia con mayor trayectoria de Venezuela, 2017.
- Premios Santa Cecilia, Nachy Acevedo, Productora Musical destacada del Año, 2017.
- Diamond Festival, Reconocimiento por su excelente participación como Presidente del Jurado, 2017.
- El Emperador Internacional, Reconocimiento a la academia de canto Cantar es Fácil.
- El Emperador Internacional, Reconocimiento a Nachy Acevedo por su trayectoria en el mundo artístico.
- Instituto Nacional de Canalizaciones, Reconocimiento a cantar es Fácil, 2019.